# プウネネ

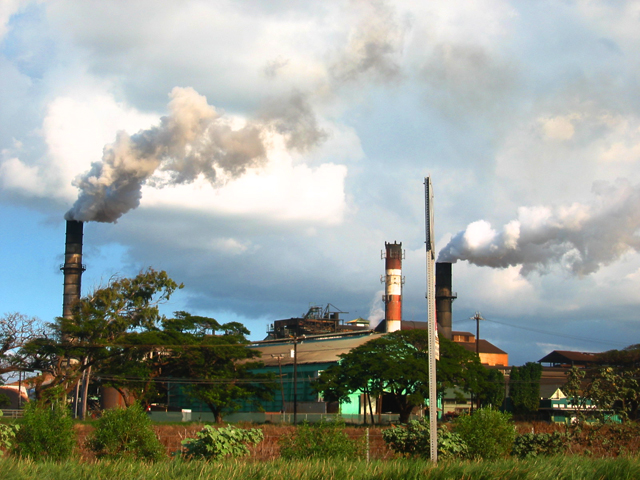
アレクザンダー&ボールドウィンのサトウ精製工場（1901年建設、2004年撮影）

プウネネ（英語: Puʻunene）はアメリカ合衆国ハワイ州マウイ島中部にある土地の名前。名称は「ネネ（ハワイガン）の丘」の意味。
現在の住民は約50人。かつてはハワイで盛んにおこなわれたサトウキビ栽培地のひとつで、日系人も多く働いていた。アレクサンダー&ボールドウィン砂糖博物館があり、これはアレクサンダー&ボールドウィンのハワイ商業・砂糖製造子会社の監督者の住宅跡である。
またプウネネ・スクール（Puunene School）もあって、日系人でこの学校の教師を勤めたソウイチ・サカモト（Soichi Sakamoto）が、サトウキビ栽培地の水路を利用して日系人その他の子供たちに水泳のインターバルトレーニングを行い、多くの全米選手権者・オリンピック選手を育てたことで有名で、彼はフロリダ州にある「国際水泳の殿堂」（International Swimming Hall of Fame）入りをしている。  この学校跡はアメリカ合衆国国家歴史登録財としてハワイ州から登録されている。
2016年までプウネネにはハワイ唯一の商用のサトウキビ農園がアレクサンダー&ボールドウィンの農場として残ってが、同年12月で廃業されて、同時にハワイでの商用サトウキビ栽培は途絶えた。 

## 参照項目
- カフルイ